# Biblioteca de la Universidad de Ciencias de Malasia
La Biblioteca de la Universidad de Ciencias de Malasia se estableció en 1969 como la biblioteca de la Universidad de Penang en el colegio de profesores malayo, Gelugor, Penang. La biblioteca se trasladó a Minden (edificios temporales) en 1971 y ocupó un nuevo edificio en 1979. La biblioteca central se completó en 1994. El 10 de diciembre de 2004, la biblioteca del campus principal fue nombrada en honor del primer Vicerrector de la Universidad de Ciencias de Malasia (Universiti Sains Malaysia), Tan Sri Hamzah Sendut. La biblioteca se compone de tres edificios llamados Biblioteca Hamzah Sendut, Perpustakaan Hamzah Sendut 1 (PHS1), y Perpustakaan Hamzah Sendut 2 (PHS2).